# Prise en charge de la schizophrénie
La prise en charge de la schizophrénie implique généralement de nombreux aspects, notamment des interventions psychologiques, pharmacologiques, sociales, éducatives et liées à l'emploi visant au rétablissement et à la réduction de l'impact de la schizophrénie sur la qualité de vie, le fonctionnement social et la longévité.

## Hospitalisation
Une hospitalisation peut survenir en cas d'épisodes graves de schizophrénie . Cela peut être volontaire ou (si la législation sur la santé mentale le permet) involontaire (appelé engagement civil ou involontaire ). Les séjours hospitaliers de longue durée sont désormais moins courants en raison de la désinstitutionnalisation, bien qu'ils se produisent toujours. Après (ou à la place) d'une admission à l'hôpital, les services de soutien disponibles peuvent inclure des centres d'accueil, des visites de membres d'une équipe communautaire de santé mentale ou d'une équipe de traitement communautaire assertif, un emploi assisté et des groupes de soutien dirigés par des patients. Les efforts visant à éviter des hospitalisations répétées comprennent l'obtention d'ordonnances de traitement communautaire qui, après approbation judiciaire, contraignent la personne concernée à recevoir un traitement psychiatrique comprenant des injections à action prolongée de médicaments antipsychotiques. Il a été démontré que ce mécanisme juridique augmente la durée d'hospitalisation du patient concerné.

## Médicament

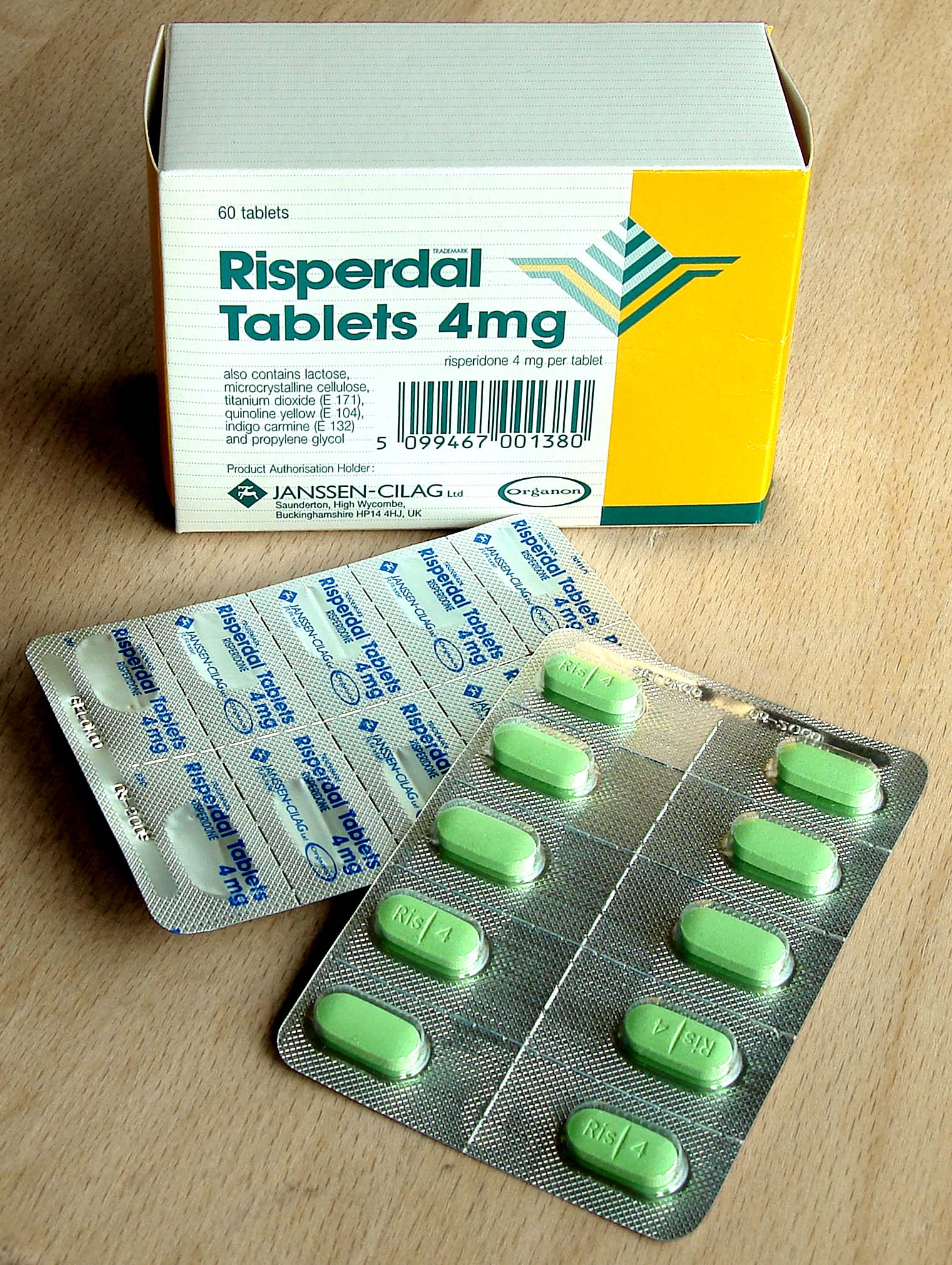
La rispéridone (nom commercial Risperdal) est un médicament antipsychotique atypique courant.

Le traitement principal de la schizophrénie est un médicament antipsychotique. La plupart des antipsychotiques peuvent prendre environ 7 à 14 jours pour produire leur plein effet. Les médicaments peuvent améliorer les symptômes positifs de la schizophrénie ainsi que le fonctionnement social et professionnel. Cependant, les antipsychotiques ne parviennent pas à améliorer de manière significative les symptômes négatifs et le dysfonctionnement cognitif,. Il existe des preuves que la clozapine, l'amisulpride, l'olanzapine et la rispéridone sont les médicaments les plus efficaces. Cependant, une proportion élevée d'études sur la rispéridone ont été entreprises par son fabricant, Janssen-Cilag, et doivent être interprétées dans cet esprit. Chez les personnes sous antipsychotiques, l’utilisation continue diminue le risque de rechute,. Il existe peu de preuves concernant les bénéfices constants de leur utilisation au-delà de deux ou trois ans.
Le traitement de la schizophrénie a radicalement changé au milieu des années 1950 avec le développement et l'introduction du premier antipsychotique, la chlorpromazine. D'autres, comme l'halopéridol et la trifluopérazine, suivirent bientôt.
On ne sait toujours pas si les nouveaux antipsychotiques réduisent les risques de développer un syndrome malin des neuroleptiques, un trouble neurologique rare mais grave et potentiellement mortel, le plus souvent provoqué par une réaction indésirable aux antipsychotiques (neuroleptiques).
La plupart des personnes prenant des antipsychotiques ressentent des effets secondaires. Les personnes sous antipsychotiques typiques ont tendance à avoir un taux plus élevé d' effets secondaires extrapyramidaux tandis que certains atypiques sont associés à une prise de poids considérable, au diabète et à un risque de syndrome métabolique ; ceci est plus prononcé avec l'olanzapine, tandis que la rispéridone et la quétiapine sont également associées à une prise de poids. La rispéridone présente un taux de symptômes extrapyramidaux similaire à celui de l'halopéridol. L'American Psychiatric Association recommande généralement que les atypiques soient utilisés comme traitement de première intention chez la plupart des patients, mais précise en outre que le traitement doit être optimisé individuellement pour chaque patient.
La réponse des symptômes aux médicaments est variable ; La schizophrénie résistante au traitement est l'incapacité de répondre à deux ou plusieurs médicaments antipsychotiques administrés à des doses thérapeutiques pendant six semaines ou plus. Les patients de cette catégorie peuvent se voir prescrire de la clozapine, un médicament qui peut être plus efficace pour réduire les symptômes de la schizophrénie, mais le traitement peut entraîner un risque plus élevé de plusieurs effets secondaires potentiellement mortels, notamment l'agranulocytose et la myocardite,. La clozapine est le seul médicament qui s'est avéré plus efficace pour les personnes qui ne répondent pas aux autres types d'antipsychotiques. Il semble également réduire le suicide chez les personnes atteintes de schizophrénie. Étant donné que la clozapine inhibe le développement de la moelle osseuse, réduisant ainsi le nombre de globules blancs, ce qui peut entraîner une infection, des analyses de sang sont effectuées pendant les six premiers mois de ce médicament. Le risque de développer une agranulocytose due au traitement par la clozapine est plus élevé chez les personnes âgées, les enfants et les adolescents. L'efficacité des études doit également être interprétée avec prudence, car les études peuvent présenter un risque accru de biais.
Des études ont montré que le traitement antipsychotique après un SMN et une neutropénie peut parfois être redémarré (redémarré) avec succès avec de la clozapine,.
Le tabagisme augmente le métabolisme de certains antipsychotiques, en activant fortement le CYP1A2, l'enzyme qui les décompose, et on constate une différence significative dans ces niveaux entre les fumeurs et les non-fumeurs,,. Il est recommandé d'augmenter la posologie de 50 % pour les fumeurs sous clozapine et de 30 % pour ceux sous olanzapine. L'arrêt du tabac peut entraîner une augmentation de la concentration de l'antipsychotique pouvant entraîner une toxicité, de sorte qu'une surveillance des effets devrait avoir lieu en vue d'une diminution de la posologie ; de nombreux symptômes peuvent être sensiblement aggravés, et une fatigue extrême et des convulsions sont également possibles avec un risque de rechute. De même, ceux qui recommencent à fumer devront peut-être ajuster leurs doses en conséquence,. Les effets altérants sont dus aux composés présents dans la fumée du tabac et non à la nicotine ; le recours aux substituts nicotiniques a donc un effet équivalent à l’arrêt du tabac et un suivi serait toujours nécessaire.
Les résultats de la recherche suggèrent que d’autres systèmes de neurotransmission, notamment la sérotonine, le glutamate, le GABA et l’acétylcholine, sont impliqués dans le développement de la schizophrénie et qu’un traitement plus inclusif est nécessaire. Un nouvel antipsychotique premier de sa classe ciblant plusieurs systèmes de neurotransmetteurs appelé lumateperone (ITI-007), a été testé et approuvé par la FDA en décembre 2019 pour le traitement de la schizophrénie chez les adultes,. La lumateperone est un agent à petites molécules qui présente une sécurité et une tolérance améliorées. Il interagit avec la dopamine, la sérotonine et le glutamate d’une manière complexe et particulièrement sélective, et semble améliorer les symptômes négatifs et positifs ainsi que le fonctionnement social. Il a également été constaté que la lumatepérone réduisait les dysfonctionnements métaboliques potentiels, présentait des taux plus faibles de troubles du mouvement et présentait moins d'effets secondaires cardiovasculaires tels qu'une fréquence cardiaque rapide.

### Agents complémentaires
Parfois, l’utilisation d’un deuxième antipsychotique en association avec un autre est recommandée en cas de mauvaise réponse. Un examen de cette utilisation a révélé certaines preuves d'une amélioration des symptômes, mais pas d'une rechute ou d'une hospitalisation. L'utilisation d'associations d'antipsychotiques augmente malgré des preuves limitées, certains pays, dont la Finlande, la France et le Royaume-Uni, recommandant leur utilisation et d'autres, dont le Canada, le Danemark et l'Espagne, s'y opposent. Les anti-inflammatoires, les antidépresseurs et les stabilisateurs de l'humeur sont d'autres compléments utilisés. D'autres stratégies utilisées incluent l'ECT ou la stimulation magnétique transcrânienne répétitive (rTMS), mais les preuves de celles-ci font défaut.
Remarque : Seuls les compléments pour lesquels au moins un essai randomisé en double aveugle contre placebo ont apporté un soutien sont répertoriés dans ce tableau.
| Agents,                               | Symptômes contre lesquels l'efficacité est connue    | Effets indésirables notables observés dans les essais cliniques                                                                                                | Données cliniques de la plus haute qualité disponible                                           | N                                       | Remarques |
| ------------------------------------- | ---------------------------------------------------- | --- | ----------------------------------------------------------------------------------------------- | --------------------------------------- | --- |
| Adjuvants à la clozapine,             |                                                      | |                                                                                                 |                                         | |
| Antipsychotiques                      |                                                      | |                                                                                                 |                                         | |
| Amisulpride                           | Global                                               | Effets secondaires extrapyramidaux (par exemple tremblements, dystonie, akathisie, etc.), maux de tête, somnolence, insomnie, prolactine sérique élevée., etc. | 1 DB-RPCTs                                                                                      | 16                                      | Utilisation non approuvée aux US ou au Canada. Approuvé pour une utilisation en Australie, en Europe et dans plusieurs pays d’Asie de l’Est. Peut prolonger l'intervalle QT, certaines preuves « in vivo » suggèrent qu'il pourrait avoir des effets antidiabétogènes et donc améliorer les paramètres métaboliques chez les patients sous clozapine.                                                                                            |
| Aripiprazole                          | Global, surtout négatifs                             | Akathisie | 1 DB-RPCT                                                                                       | 61                                      | Peut également améliorer les effets secondaires métaboliques de la clozapine (y compris le poids corporel). Six études jusqu'à présent ; un seul point négatif. |
| Risperidone                           | Global                                               | Fonctionnement cognitif altéré, élévation de la prolactine et hyperglycémie                                                                                    | 2 DB-RPCTs, 1 DB-RCT                                                                            | 357 (DB-RPCTs) & 24 (DB-RCT)            | 11 studies have been conducted, 5 negative. Une méta-analyse n'a trouvé aucune différence cliniquement significative entre l'augmentation par la rispéridone et l'augmentation par placebo. |
| Sulpiride                             | Global                                               | Augmentation de la prolactine sérique | 1 DB-RPCT                                                                                       | 28                                      | Non approuvé pour une utilisation aux États-Unis, Canada et Australie. |
| Ziprasidone                           | Global                                               | Prolongation de l'intervalle QTc | 1 DB-RCT                                                                                        | 24                                      | A été comparé à la rispéridone dans le seul DB-RCT. |
| Antidépresseurs                       |                                                      | |                                                                                                 |                                         | |
| Citalopram                            | Symptômes négatifs                                   | Bien toléré | 1 DB-RPCT                                                                                       | 61                                      | Peut prolonger l'intervalle QT et comme la clozapine peut également prolonger l'intervalle QT, il est conseillé d'éviter son utilisation concomitante chez les patients présentant des facteurs de risque cardiovasculaire. |
| Fluvoxamine                           | Symtômes négatifs et dépressifs                      | Taux sériques élevés de clozapine (via l'inhibition des cytochromes P450)                                                                                      | Études ouvertes                                                                                 | NA                                      | Paramètres métaboliques améliorés |
| Mirtazapine                           | Symptômes négatifs, dépressifs et cognitifs          | Prise de poids | 2 DB-RPCTs (1 négatif)                                                                          | 80                                      | antagoniste des récepteurs adrénergiques 5-HT2A/2C/3 & α2 |
| Anticonvulsants                       |                                                      | |                                                                                                 |                                         | |
| Lamotrigine                           | Symptômes négatifs et dépressifs                     | Stevens–Johnson syndrome, nécrolyse épidermique toxique, etc.                                                                                                  | 4 DB-RPCTs (2 négatifs)                                                                         | 108                                     | Il s'agit généralement d'un anticonvulsivant relativement bien toléré, mais en raison du risque d'EI dermatologiques potentiellement mortels, la dose doit être augmentée lentement afin de prévenir ces EI. Une méta-analyse a trouvé que c'était inefficace. |
| Topiramate                            | Symptômes négatifs                                   | Troubles cognitifs, sédation, asthénie | 2 DB-RPCTs (1 négatif)                                                                          | 57                                      | Peut provoquer des troubles cognitifs et devrait donc probablement être évité chez les patients présentant des troubles cognitifs. |
| Valproate                             | Réduction de l'anxiété et de la dépression           | Prise de poids, perte de cheveux | Une étude ouverte le comparant au lithium                                                       | NA                                      | Augmente l'expression du mGluR2 et GAD67 via l'inhibition de l'histone désacétylase (HDAC). |
| Agents glutamatergiques,              |                                                      | |                                                                                                 |                                         | |
| CX-516                                | Global                                               | | 1 DB-RPCT                                                                                       | 18                                      | Amélioration statistiquement significative des symptômes totaux, mais aucune amélioration significative des symptômes négatifs et positifs pris séparément. |
| Memantine                             | Global                                               | Bien toléré | 1 DB-RPCT                                                                                       | 21                                      | Amélioration statistiquement significative de la symptomatologie négative et totale. |
| Autres                                |                                                      | |                                                                                                 |                                         | |
| Lithium                               | Global                                               | Prise de poids, hypersalivation | 1 DB-RPCT, 1 DB-RCT                                                                             | 10 (DB-RPCT), 20 (DB-RCT)               | Risque accru d'effets secondaires neurologiques tels que le syndrome malin des neuroleptiques. |
| E-EPA                                 | Global (surtout les symptômes négatifs et cognitifs) | Bien toléré | 3 DB-RPCT (1 négatif)                                                                           | 131                                     | Ester de l'acide gras oméga-3, acide eicosapentaénoïque. |
| Adjuvants à d'autres antipsychotiques |                                                      | |                                                                                                 |                                         | |
| Agents anti-inflammatoires,           |                                                      | |                                                                                                 |                                         | |
| Aspirin,                              | Global (especially positive symptoms)                | Well tolerated | 1 DB-RPCT                                                                                       | 70                                      | Increased risk of bleeding, but seems relatively well tolerated. |
| Celecoxib                             | Global (surtout symptômes négatifs)                  | Bien toléré | 3 DB-RPCTs (1 négatif)                                                                          | 147                                     | Peut augmenter le risque d'événements cardiovasculaires (ce qui est particulièrement inquiétant car les patients schizophrènes constituent un groupe à risque plus élevé d'événements cardiovasculaires). Une série de cas (« N = 2 ») suggère une efficacité pour augmenter la clozapine. |
| Minocycline,                          | Global                                               | Well tolerated | 4 DB-RPCTs                                                                                      | 164                                     | Increased risk of blood dyscarsias. |
| Omega-3 fatty acids                   | Global                                               | Bien toléré | 6 DB-RPCTs (1 négatif)                                                                          | 362                                     | Peut avoir des effets protecteurs contre la dépression. |
| Pregnenolone,                         | Global                                               | Bien toléré | 3 DB-RPCTs                                                                                      | 100                                     | Les niveaux de ce neurostéroïde dans le corps sont élevés par le traitement à la clozapine. |
| Glutamatergiques,                     |                                                      | |                                                                                                 |                                         | |
| D-Alanine,                            | Global                                               | Bien toléré | 1 DB-RPCT                                                                                       | 31                                      | Un acide D-aminé ayant une affinité pour le site glycine du récepteur NMDA. |
| D-serine                              | Global (surtout symptômes négatifs)                  | Bien toléré | 4 DB-RPCTs                                                                                      | 183                                     | Affinité vers le site glycine sur les récepteurs NMDA. D. Souza 2013, Heresco-Levy 2005, Lane 2005, Lane 2010, Tsai 1999, Weiser 2012 |
| Glycine                               | Global (principalement symptômes positifs)           | Bien toléré | 5 DB-RPCTs                                                                                      | 219                                     | Ligand endogène du récepteur NMDA. |
| N-acetylcysteine                      | Global (surtout symptômes négatifs)                  | Bien toléré | 3 DB-RPCTs                                                                                      | 140                                     | Promédicament de cystine et de glutathion,. La cystine augmente les niveaux de glutamate intracellulaire via l'anti-porteur glutamate-cystine. Berk 2008, Berk 2011, Carmeli 2012, Lavoie 2008 |
| Sarcosine                             | Global (surtout symptômes négatifs)                  | Bien toléré | 3 DB-RPCTs                                                                                      | 112                                     | antagoniste du transporteur 1 glycine (GlyT1) (i.e. inhibiteur de la recapture de la glycine). Aussi connu comme le N-methylglycine. Lane 2005, Lane 2006, Lane 2008, Lane 2010, Tsai 2004 |
| Cholinergiques,                       |                                                      | |                                                                                                 |                                         | |
| Donépézil                             | Global                                               | Bien toléré | 6 DB-RPCTs (5 négatifs; ou 12 DB-RPCTs si l'on inclut des essais croisés ; 8 négatifs au total) | 378, 474 (y compris les essais croisés) | Possède des effets antidépresseurs selon un essai. |
| Galantamine                           | Cognition                                            | Bien toléré | 5 DB-RPCTs (1 négatif)                                                                          | 170                                     | Nootropique robuste |
| Rivastigmine                          | Cognition                                            | Bien toléré | 3 DB-RPCTs (tous les 3 négatifs ; 5 essais incluant des essais croisés ; 4 négatif)             | 93, 131 (y compris les essais croisés)  | Semble être un nootropique plus faible |
| Tropisetron†,                         | Symptômes cognitifs et négatifs                      | Bien toléré | 3 DB-RPCTs                                                                                      | 120                                     | Agoniste à α7 nAChRs; antagoniste à 5-HT3. Coûteux (>$20 AUD/tablette). |
| Antidépresseurs                       |                                                      | |                                                                                                 |                                         | |
| Escitalopram†                         | Symptômes négatifs                                   | Bien toléré | 1 DB-RPCT                                                                                       | 40                                      | Peut augmenter le risque d'allongement de l'intervalle QT. |
| Fluoxetine                            | Symptômes négatifs                                   | Bien toléré | 4 DB-RPCTs (3 négatifs)                                                                         | 136                                     | Le plus sûr des antidépresseurs répertoriés ici en cas de surdose. Le risque d'allongement de l'intervalle QT est plus faible qu'avec l'escitalopram (mais existe toujours). |
| Miansérine                            | Symptômes négatifs et cognitifs                      | Bien toléré | 2 DB-RPCTs                                                                                      | 48                                      | Prise de poids, sédation, bouche sèche, constipation et étourdissements. Les dyscarsies sanguines sont un effet indésirable possible et le Australian Medicines Handbook et le British National Formulary 65 (BNF 65) recommandent d'effectuer régulièrement une numération globulaire complète,. |
| Mirtazapine                           | Cognition,, symptômes négatifs et positifs†          | Bien toléré | ≥4 DB-RPCTs (un négatif)                                                                        | 127                                     | Relativement sûr en cas de surdosage. Produit cependant une sédation et une prise de poids significatives, ce qui pourrait potentiellement aggraver les effets indésirables des antipsychotiques atypiques. Peut réduire l'akathisie induite par les antipsychotiques. |
| Ritanserin                            | Symptômes négatifs                                   | Bien toléré | 2 DB-RPCTs                                                                                      | 73                                      | antagoniste 5-HT2A/2C. Non disponible en clinique. |
| Trazodone                             | Symptômes négatifs                                   | Bien toléré | 2 DB-RPCTs                                                                                      | 72                                      | antagoniste 5-HT2A et ISRS. A des effets sédatifs et pourrait donc exacerber certains des effets secondaires des antipsychotiques atypiques. |
| Autres                                |                                                      | |                                                                                                 |                                         | |
| Alpha-lipoic acid,                    | Prise de poids                                       | Bien toléré | 1 DB-RPCT                                                                                       | 360                                     | Compenser la prise de poids induite par les antipsychotiques. Augmentation du statut antioxydant total. Peut également augmenter le rapport GSH:GSSG (glutathion réduit:glutathion oxydé). |
| L-théanine,                           | Symptômes positifs, d’activation et d’anxiété        | Bien toléré | 2 DB-RPCTs                                                                                      | 40                                      | Analogue de l'acide glutamique. L'étude primaire a noté une réduction des symptômes positifs, d'activation et d'anxiété. Des études supplémentaires ont noté des améliorations de l’attention,. La recherche suggère que l'anime a un effet régulateur sur la voie de récompense des récepteurs de la nicotine et de l'acétylcholine-dopamine et qu'il a été démontré qu'il réduisait la production de dopamine dans le mésencéphale des souris. |
| Famotidine†                           | Global                                               | Bien toléré | 1 DB-RPCT                                                                                       | 30                                      | Peut réduire l'absorption de la vitamine B12 par l'estomac. Pourrait également augmenter la susceptibilité aux intoxications alimentaires. |
| Ginkgo biloba                         | Dyskinésie tardive, symptômes positifs               | Bien toléré | 4 DB-RPCTs                                                                                      | 157                                     | Atmaca 2005, Doruk 2008, Zhang 2001, Zhang 2006, Zhang 2011, Zhou 1999 |
| Ondansetron                           | Symptômes négatifs et cognitifs                      | Bien toléré | 3 DB-RPCTs                                                                                      | 151                                     | Antagoniste au 5-HT3. Peut prolonger l'intervalle QT. Coûteux (>$4 AUD/tablette). |
| SAM-e                                 | Aggression                                           | Bien toléré | 1 DB-RPCT                                                                                       | 18                                      | L'étude a noté une amélioration du comportement agressif et une altération de la qualité de vie. tandis que dans une autre étude, SAM-e aurait un effet contributif sur la psychose. |
| Vitamin C,                            | Global                                               | Bien toléré | 1 DB-RPCT                                                                                       | 40                                      | Améliore les scores de la Brief Psychiatric Rating Scale. |

Acronymes utilisés:

DB-RPCT — Double-blind randomized placebo-controlled trial.

DB-RCT — Double-blind randomized controlled trial.
Remarque: Global dans le contexte des symptômes de la schizophrénie, on entend ici les quatre groupes de symptômes.

N fait référence à la taille totale des échantillons (y compris les groupes placebo) de DB-RCTs.
† Aucune source secondaire n'a pu être trouvée sur l'utilité du médicament en question, traitant le symptôme en question (ou tout symptôme dans le cas où † a été placé à côté du nom du médicament).

## Psychosocial
La psychothérapie est également largement recommandée, bien que peu utilisée dans le traitement de la schizophrénie, en raison de problèmes de remboursement ou d'un manque de formation. En conséquence, le traitement se limite souvent à des médicaments psychiatriques.
La thérapie cognitivo-comportementale (TCC) est utilisée pour cibler des symptômes spécifiques et améliorer des problèmes connexes tels que l'estime de soi et le fonctionnement social. Bien que les résultats des premiers essais n'aient pas été concluants à mesure que la thérapie progressait depuis ses applications initiales au milieu des années 1990, des revues méta-analytiques ont suggéré que la TCC était un traitement efficace pour les symptômes psychotiques de la schizophrénie,. Néanmoins, des méta-analyses plus récentes ont mis en doute l’utilité de la TCC comme traitement des symptômes de la psychose,,.
Une autre approche est la thérapie de remédiation cognitive, une technique visant à remédier aux déficits neurocognitifs parfois présents dans la schizophrénie. Basées sur des techniques de rééducation neuropsychologique, les premières preuves ont montré qu'elle était efficace sur le plan cognitif, entraînant une amélioration des déficits antérieurs de la vitesse psychomotrice, de la mémoire verbale, de la mémoire non verbale et de la fonction exécutive, ces améliorations étant liées à des changements mesurables dans l'activation cérébrale mesurée. par IRMf.
L'entraînement métacognitif : Au vu de nombreux résultats empiriques suggérant des déficits de métacognition (penser à sa pensée, réfléchir sur son processus cognitif) chez les patients atteints de schizophrénie, l'entraînement métacognitif, est de plus en plus adopté. comme approche thérapeutique complémentaire. Le MCT vise à sensibiliser les patients à une variété de biais cognitifs (par exemple, tirer des conclusions hâtives, biais d'attribution, confiance excessive dans les erreurs), qui sont impliqués dans la formation et le maintien de symptômes positifs de la schizophrénie (en particulier les délires), et à terme remplacer ces biais par des stratégies cognitives fonctionnelles. La formation se compose de 8 modules et peut être obtenue gratuitement sur Internet en 15 langues,. Des études confirment la faisabilité de la formationet son efficacité pour améliorer les symptômes positifs de la psychose,. Des études sur un seul module de formation montrent que cette intervention cible des biais cognitifs spécifiques. Récemment, un format individualisé a été développé qui combine l'approche métacognitive avec des méthodes dérivées de la thérapie cognitivo-comportementale.
La thérapie ou l'éducation familiale, qui s'adresse à l'ensemble du système familial d'une personne ayant reçu un diagnostic de schizophrénie, peut être bénéfique, du moins si la durée de l'intervention est à plus long terme,,. Une revue Cochrane de 2010 a conclu que de nombreux essais cliniques ayant étudié l'efficacité des interventions familiales étaient mal conçus et pouvaient surestimer l'efficacité de la thérapie. Des essais contrôlés randomisés de haute qualité dans ce domaine sont nécessaires. Outre la thérapie, l'impact de la schizophrénie sur les familles et le fardeau sur les carrières ont été reconnus, avec la disponibilité croissante de livres d'auto-assistance sur le sujet,. Il existe également des preuves des avantages de la formation aux compétences sociales, même si des résultats négatifs importants ont également été constatés,. Certaines études ont exploré les bienfaits possibles de la musicothérapie et d’autres thérapies créatives,,.
Le modèle Soteria est une alternative à l'hospitalisation en utilisant des soins non professionnels complets et une approche médicamenteuse minimale. Bien que les preuves soient limitées, une revue a révélé que le programme était aussi efficace que le traitement médicamenteux, mais en raison du manque de preuves, il ne l'a pas recommandé comme traitement standard. La formation à la détection d’expressions faciales subtiles a été utilisée pour améliorer la reconnaissance émotionnelle du visage.
Le thérapie avatar, développée par le professeur Julian Leff, a été développée pour aider les patients à faire face à l'impact des hallucinations auditives. Une revue Cochrane de 2020 n’a cependant pas réussi à trouver d’effets cohérents dans les études examinées.

### Suppléments
La perturbation du microbiote intestinal a été associée à une inflammation et à des troubles du système nerveux central. Cela inclut la schizophrénie, et une supplémentation en probiotiques a été proposée pour améliorer ses symptômes. Une revue n'a trouvé aucune preuve à l'appui de cette hypothèse, mais elle conclut que les probiotiques pourraient être bénéfiques dans la régulation des selles et dans la diminution des effets métaboliques des antipsychotiques.
Une revue explique la nécessité d'un niveau optimal de vitamine D et d'acides gras oméga-3 pour la synthèse et le contrôle appropriés du neurotransmetteur sérotonine . La sérotonine régule la fonction exécutive, le déclenchement sensoriel et le comportement social, qui sont tous couramment altérés dans la schizophrénie. Le modèle proposé suggère que la supplémentation aiderait à prévenir et à traiter ces dysfonctionnements cérébraux. Une autre étude révèle que les acides gras oméga-3 et la vitamine D font partie des facteurs nutritionnels connus pour avoir un effet bénéfique sur la santé mentale. Une revue Cochrane a trouvé des preuves suggérant que l'utilisation d'acides gras oméga-3 au stade prodromique pourrait empêcher la transition vers la psychose, mais les preuves étaient de mauvaise qualité et des études supplémentaires étaient nécessaires.

#### Schizophrénie résistante au traitement
Environ la moitié des personnes atteintes de schizophrénie répondront favorablement aux antipsychotiques et retrouveront un bon fonctionnement. Cependant, les symptômes positifs persistent chez jusqu’à un tiers des personnes. Après deux essais de différents antipsychotiques sur six semaines, qui se sont également révélés inefficaces, ils seront classés comme souffrant de schizophrénie résistante au traitement (TRS) et la clozapine leur sera proposée,. La clozapine est bénéfique pour environ la moitié de ce groupe, bien qu'elle ait un effet secondaire potentiellement grave d' agranulocytose (diminution du nombre de globules blancs ) chez moins de 4 % des personnes,,. Entre 12 et 20 pour cent ne répondront pas à la clozapine et ce groupe serait atteint de schizophrénie ultra résistante au traitement,. L'ECT peut être proposée pour traiter le TRS en tant que traitement complémentaire et s'avère parfois bénéfique. Une revue a conclu que cette utilisation n'a d'effet que sur le TRS à moyen terme et qu'il n'y a pas suffisamment de preuves pour soutenir son utilisation autre que pour ce groupe.
Le TRS s’accompagne souvent d’une mauvaise qualité de vie et d’un plus grand dysfonctionnement social. Le TRS peut être le résultat d’un traitement inadéquat plutôt qu’inefficace ; il peut également s'agir d'une fausse étiquette car les médicaments ne sont pas pris régulièrement, voire pas du tout. Environ 16 pour cent des personnes qui avaient initialement répondu au traitement développent ensuite une résistance. Cela pourrait être lié à la durée du traitement par AP, le traitement devenant moins réactif. Cette découverte confirme également l'implication de la dopamine dans le développement de la schizophrénie. Des études suggèrent que le TRS pourrait être une forme plus héréditaire.
Le TRS peut être évident dès le premier épisode de psychose ou lors d'une rechute. Son intensité et sa réponse à d’autres thérapies peuvent varier. Cette variation semble indiquer une neurobiologie sous-jacente telle qu'une hypersensibilité à la dopamine (DSS), un dysfonctionnement du glutamate ou de la sérotonine, une inflammation et un stress oxydatif. Des études ont montré qu’une hypersensibilité à la dopamine se retrouve chez jusqu’à 70 % des personnes atteintes de TRS. Cette variation a conduit à suggérer que la schizophrénie réceptive au traitement et la schizophrénie résistante au traitement soient considérées comme deux sous-types différents,. Il est en outre suggéré que si les sous-types pouvaient être distingués à un stade précoce, des implications significatives pourraient s'ensuivre pour les considérations thérapeutiques et pour la recherche. Des études de neuroimagerie ont révélé une diminution significative du volume de matière grise chez les personnes atteintes de TRS, sans qu'un tel changement ne soit observé chez celles qui répondent au traitement. Chez ceux présentant une ultra résistance au traitement, la diminution du volume de matière grise était plus importante,.

## Interventions de réhabilitation
Le placement et l'accompagnement individuels (IPS), où la personne en réhabilitation est directement placée et soutenue sur le lieu de travail avec le soutien d'un professionnel, favorise mieux l'emploi des personnes atteintes de schizophrénie et leur survie sur le marché du travail ouvert que le modèle de pratique de travail progressive. avant la mise en place.
Les preuves de recherche sur la supériorité relative des différents types d’unités de logement pour les personnes atteintes de psychose en matière de développement symptomatique ou fonctionnel sont rares. Le soutien et l'indépendance apportés dans une unité résidentielle doivent être flexibles, individualisés et, dans la mesure du possible, au choix de la personne en réadaptation. Le milieu de vie doit être aussi normal que possible et la personne réhabilitée ne doit pas être isolée du reste de la communauté,.

## Médecine Chinoise Traditionnelle
L'acupuncture est une procédure généralement connue pour être sûre et entraîner peu d'effets indésirables. Une revue Cochrane a trouvé des preuves limitées de ses effets antipsychotiques possibles dans le traitement de la schizophrénie et a appelé à des études supplémentaires. Une autre revue a trouvé des preuves limitées de son utilisation comme thérapie complémentaire pour le soulagement des symptômes, mais des résultats positifs ont été trouvés pour le traitement des troubles du sommeil qui accompagnent souvent la schizophrénie.
La décoction de Wendan est un traitement classique à base de plantes en médecine traditionnelle chinoise utilisé pour traiter les symptômes de psychose et d'autres affections. La décoction de Wendan est sûre, accessible et peu coûteuse, et une revue Cochrane a été réalisée pour ses effets possibles sur les symptômes de la schizophrénie. Des preuves limitées ont été trouvées concernant ses effets antipsychotiques positifs à court terme, et ils ont été associés à moins d'effets indésirables. Utilisé en complément d'un antipsychotique, des effets positifs plus larges ont été constatés. Des études plus vastes et de meilleure qualité étaient nécessaires,.

## Autres
Diverses techniques de stimulation cérébrale ont été utilisées pour traiter les symptômes positifs de la schizophrénie, en particulier les hallucinations auditives verbales (AVH), et des investigations sont en cours. La plupart des études se concentrent sur la stimulation transcrânienne à courant continu (tDCM) et la stimulation magnétique transcrânienne répétitive (rTMS). La stimulation magnétique transcrânienne est peu coûteuse, non invasive et presque exempte d'effets secondaires, ce qui en fait un bon choix thérapeutique avec des résultats prometteurs. La TMS basse fréquence du cortex temporopariétal gauche (la région contenant l'aire de Broca ) peut réduire les hallucinations auditives. La TMSr semble être le traitement le plus efficace pour les personnes souffrant d'AVH persistantes, en tant que traitement d'appoint. Les AVH ne sont pas résolues chez jusqu'à 30 pour cent des personnes sous antipsychotiques et un autre pourcentage ne connaît encore qu'une réponse partielle. Les techniques basées sur les ultrasons focalisés pour la stimulation cérébrale profonde pourraient fournir des informations pour le traitement des AVH.
Un traitement de stimulation cérébrale bien établi est la thérapie par électrochocs . Celui-ci n’est pas considéré comme un traitement de première intention mais peut être prescrit en cas d’échec des autres traitements. Il est plus efficace en cas de symptômes de catatonie, et son utilisation est recommandée selon les directives du NICE au Royaume-Uni pour la catatonie s'il était auparavant efficace, bien qu'il n'y ait aucune recommandation d'utilisation pour la schizophrénie dans le cas contraire. La psychochirurgie est désormais devenue une procédure rare et ne constitue pas un traitement recommandé pour la schizophrénie.
Une étude menée en 2014 par un chercheur australien a indiqué que la poudre de péricarpe de Garcinia mangostana L. avait la capacité de réduire le stress oxydatif en tant que traitement efficace contre la schizophrénie . Ce processus comprend une augmentation des niveaux de glutathion S-transférase, ce qui améliore l'activité mitochondriale sur une période de 180 jours avec un apport soutenu de 1 000 mg. mg/jour.
Il peut être avantageux d’essayer plusieurs modalités de traitement en même temps, en particulier celles qui pourraient être classées comme interventions liées au mode de vie. Il est suggéré que la nidothérapie soit une intervention de prescription sociale rentable utilisant des efforts pour modifier l'environnement afin d'améliorer la capacité fonctionnelle.
De nombreuses personnes diagnostiquées avec la schizophrénie ont jugé nécessaire d'organiser entre elles des groupes confidentiels où elles peuvent discuter de leurs expériences sans la présence des cliniciens,. Le soutien par les pairs, dans le cadre duquel des personnes ayant une connaissance expérientielle de la maladie mentale, s'apportent mutuellement leurs connaissances, leur expérience et une aide émotionnelle, sociale ou pratique, est considéré comme un aspect important de la gestion de la schizophrénie et d'autres problèmes de santé mentale graves. Une revue Cochrane de 2019 des données probantes sur les interventions de soutien par les pairs par rapport aux interventions de soutien ou psychosociales n'a pas pu soutenir ou réfuter l'efficacité du soutien par les pairs en raison du nombre limité de données.